# Ludi inwalidy (singel)
Ludi inwalidy (ros. Люди-инвалиды) - jedyny singel promujący album Ludi inwalidy rosyjskiej grupy t.A.T.u., wydany 21 października 2005 roku. Piosenka grana była wyłącznie przez rosyjskie stacje radiowe i doszła do 63. miejsca w liście Russia Airplay Chart. Teledysk do "Ludi inwalidy" można ściągnąć z oficjalnej strony tatu.ru.
We wrześniu 2006 roku pojawiła się informacja, że singel "Ludi inwalidy" zostanie wypuszczony także w innych krajach Europy Centralnej i Wschodniej, ale wiadomość nie potwierdziła się.

## Spis utworów
Rosyjski Promo Maxi-Singel: 
1. Люди инвалиды (Radio Version)
2. Люди инвалиды (Globass Remix) (3:39)
3. Люди инвалиды (Pimenov Radio Mix) (2:20)
4. Люди инвалиды (Pimenov Extended Mix) (6:09)
5. Люди инвалиды (Id)
6. All About Us (Id)

Rosyjski Promo Singel:
- HQ Photo

1. Люди инвалиды (4:36)
2. Люди инвалиды (Без любви Pimenov Ppk Mix) (5:55)
3. Обезьянка ноль (4:25)

## Remiksy utworu
- Lyudi Invalidy (Remix) (3:22)
- Lyudi Invalidy (Pimenov PPK Extended Mix) (6:09)
- Lyudi Invalidy (Pimenov PPK-Bez Lubvi Radio Mix) (5:55)
- Lyudi Invalidy (Pimenov PPK Radio Mix) (3:20)
- Lyudi Invalidy (GloBass Remix) (3:39)
- Lyudi Invalidy (GloBass Extended Club Mix) (7:35)
- Lyudi Invalidy (Kaskade Chursnidstal Mix) (8:51)

## Notowania
| Główne listy          | Pozycja |
| Rosja - Airplay Chart | 63      |
| Pozostałe listy       |         |
| Rosja - Moscow Chart  | 113     |